# Renaud Dillies
Pour les articles homonymes, voir Dillies.
Renaud Dillies est un auteur français de bandes dessinées né le 13 octobre 1972 à Lille.

## Biographie
Il suit des études en humanités, en graphisme et arts décoratifs à Saint-Luc, à Tournai. Ensuite, il étudie l’illustration à l’Académie des Beaux-Arts de Tournai.
En 2004, il est lauréat du Prix du Meilleur Premier Album au Festival d'Angoulême pour Betty Blues.
Avec Régis Hautière au scénario, il dessine la BD Mister Plumb, et les séries Abélard et Alvin. En 2021, ils entament une nouvelle série  Le clan de la rivière sauvage, au premier opus L’œil du serpent. Pour la revue Télérama, « D’une ligne délicieusement grattée – sublimée par les lumineuses couleurs de Christophe Bouchard –, Renaud Dillies donne vie au monde drôle, tendre et palpitant imaginé par Régis Hautière, et il suffit de quelques pages pour se laisser envoûter par l’intrigue et l’ambiance de cette fausse histoire de pirates, mais véritable hommage à la puissance des bonnes histoires ». Selon La Revue des livres pour enfants, du Centre National de Littérature pour la Jeunesse (CNLJ) « le duo Hautière - Dillies nous offre une nouvelle série où l'on retrouve toute la délicatesse et les petits héros animaliers dont ils ont le secret. »

## Œuvres

### Bandes dessinées
- Betty blues, Éditions Paquet coll. « Blandice » (2003)
- Sumato , Éditions Paquet coll. « Blandice » (2004)
- Mélodie au crépuscule , Éditions Paquet coll. « Blandice » (2006)
- Mister Plumb, scénario de Régis Hautière, Éditions Paquet (2006)
- Frère Joyeux, Éditions Paquet (2007)
- Un regard par-dessus l'épaule, texte de Pierre Paquet, Paquet, 2007
- Bulles & Nacelle, Dargaud coll. « Long Courrier » (2009)
- Marie Moinard et collectif, En chemin elle rencontre... : Les artistes se mobilisent contre la violence faite aux femmes, Vincennes/Paris, Des ronds dans l'O / Amnesty International, septembre 2009, 96 p. (ISBN 978-2-917237-06-9)
- Le jardin d'Hiver, Éditions Paquet coll. « Blandice » (2009)
- série Abélard, scénario de Régis Hautière, Dargaud
  1. La danse des petits papiers (2011)
  2. Une brève histoire de poussière et de cendre (2011)

Une intégrale est parue en 2013
- série Alvin, scénario de Régis Hautière, Dargaud
  1. L'héritage d'Abélard (2015)
  2. Le bal des monstres (2016)
- Saveur Coco[7], Dargaud (2013)
- Loup[8], Dargaud Bénélux, 2017
- Série L'émouvantail, Éditions de la Gouttière

1. tome 1, 2019
2. Cache-cache, 2019
3. Un, deux, trois, soleil !, 2020
4. L'oiseau bohême, 2021
5. L'étang du rêve , 2022

- Abélard, les errances de trois voyageurs solitaires, scénario Régis Hautière, dessin de Renaud Dillies, Dargaud, (2021)  (ISBN 2-505-11160-X)
- série  Le clan de la rivière sauvage, Régis Hautière (scénario), Renaud Dillies (dessin), Christophe Bouchard (couleurs), éditions de la Gouttière

1. L’œil du serpent[6], 2021  (ISBN 9782357960367)

## Prix et distinctions
- 2004 : Prix du Meilleur Premier Album[4] au Festival d'Angoulême pour Betty Blues
- 2022 :  Finaliste Prix des libraires du Québec catégorie Hors Québec - BD Jeunesse[9] pour Le Clan de la rivière sauvage, tome 1 : L’œil du serpent, avec Régis Hautière au scénario.